# Boys on the Docks
Boys on the Docks es la primera grabación realizada por la banda estadounidense de punk rock Dropkick Murphys, en formato EP.
"Boys on the Docks" y "Never Alone" están también incluidas en su álbum debut Do or Die que sacaron al año siguiente. "Caps and Bottles" fue de nuevo grabada más tarde para Sing Loud Sing Proud. "In the Streets of Boston" fue grabado como In the Streets of London por The Business para Mob Mentality, el disco que hicieron en colaboración con Dropkick Murphys.

## Lista de canciones
1. "Boys on the Docks" – 2:31 (Rick Barton y Ken Casey)
2. "Never Alone" – 2:59 (Rick Barton y Ken Casey)
3. "In the Streets of Boston" (Ken Casey, Close y Mike McColgan) – 1:15
4. "Caps and Bottles" – 2:41 (Rick Barton y Ken Casey)
5. "Eurotrash" (Rick Barton, Ken Casey y Mike McColgan) – 1:48
6. "Front Seat" (Rick Barton y Mike McColgan) – 2:19

## Componentes
- Mike McColgan – voz
- Rick Barton – guitarra
- Ken Casey – bajo
- Matt Kelly – batería

- Datos: Q1154515